# Близниченко, Виктор Валерьевич
Ви́ктор Вале́рьевич Близниче́нко (укр. Віктор Валерійович Блізніченко; род. 29 сентября 2002, Новоград-Волынский, Житомирская область) — украинский футболист, полузащитник клуба «Оболонь».

## Биография
Родился в Новоград-Волынском. Начинал карьеру в «Днепре», а затем продолжил в академии киевского «Динамо».
Выступал в молодежном чемпионате Украины, но так и не дебютировал за основной состав «Динамо».
В июле 2022 года Близниченко подписал двухлетнее арендное соглашение с клубом украинской Премьер-лиги «Ингулец» и дебютировал за клуб в стартовом составе в домашнем матче против «Александрии» (2:1) 25 августа 2022 года.

## Семья
Сын футбольного тренера Валерия Близниченко. Брат, Андрей Близниченко — также профессиональный футболист.

## Достижения
«Кривбасс»
- Бронзовый призёр чемпионата Украины: 2023/24